# 십선

### 몸과 말과 뜻으로 짓는 열 가지 청정한 일.
(1) 불살생(不殺生). 사람이나 동물 따위, 살아 있는 것을 죽이지 않음.
(2) 불투도(不偸盜). 남의 재물을 훔치지 않음.
(3) 불사음(不邪婬). 남녀간에 음란한 짓을 저지르지 않음. (배우자이외의 사람과 관계를 맺지않음)
(4) 불망어(不妄語). 거짓말이나 헛된 말을 하지 않음.
(5) 불악구(不惡口). 남을 괴롭히거나 나쁜 말을 하지 않음.(욕설)
(6) 불양설(不兩舌). 이간질을 하지 않음.
(7) 불기어(不綺語). 진실이 없는, 교묘하게 꾸미는 말을 하지 않음.
(8) 불탐욕(不貪欲). 탐내어 그칠 줄 모르는 욕심을 부리지 않음.
(9) 부진에(不瞋恚). 성내지 않음.
(10) 불사견(不邪見). 그릇된 견해를 일으키지 않음.
- 십선을 행하고 항상 법경을 가까이하여 육도윤회에서 벗어나 극락왕생합시다.

### 실천하는 십선(十善)
정의로운 사람은 정의로운 일을 행하는 사람을 일컫는 말이며 단지 불의한 일은 하지 않는다고 정의로운 사람이라 칭할 수 없습니다. 우선은 악을 행하지 않는 것이 무엇보다도 중요하지만, 그러나 십악을 행하지 않는 불악(不惡)만으로는 선(善)을 이룰 수는 없습니다.  참된 선은 선을 행하는 것입니다. 
(1) 방생(放生) : 남을 살리는 생활을 하라
(2) 근면(勤勉) : 남을 돕는 생활을 하라
(3) 정음(正淫) : 올바른 생활을 하라
(4) 정어(正語) : 성실한 말을 하라
(5) 진어(眞語) : 정직한 말을 하라
(6) 애어(愛語) : 화합될 말을 하라
(7) 실어(實語) : 고운 말을 하라
(8) 보시(布施) : 욕심을 버리는 생각을 하라
(9) 자비(慈悲) : 기뻐하는 생각을 하라
(10) 지혜(智慧) : 슬기로운 생각을 가지라
```
        용      불       암
```

## 같이 보기
- 계(戒)
- 율(律)
- 묘(妙)
- 5계(五戒)
- 10선(十善)
- 5악(五惡)
- 10악(十惡)

## 참고 문헌
- 이 문서에는 다음커뮤니케이션(현 카카오)에서 GFDL 또는 CC-SA 라이선스로 배포한 글로벌 세계대백과사전의 내용을 기초로 작성된 글이 포함되어 있습니다.
- 곽철환 (2003). 《시공 불교사전》. 시공사 / 네이버 지식백과. |title=에 외부 링크가 있음 (도움말)
- 구나발타라(求那跋陀羅) 한역 (K.650, T.99). 《잡아함경(雜阿含經)》. 한글대장경 검색시스템 - 전자불전연구소 / 동국역경원. K.650(18-707), T.99(2-1). |title=에 외부 링크가 있음 (도움말)
- 목건련 지음, 현장 한역, 송성수 번역 (K.945, T.1537). 《아비달마법온족론》. 한글대장경 검색시스템 - 전자불전연구소 / 동국역경원. K.945(24-1091), T.1537(26-453). |title=에 외부 링크가 있음 (도움말)
- 운허.  동국역경원 편집, 편집. 《불교 사전》. |title=에 외부 링크가 있음 (도움말)
- (중국어) 구나발타라(求那跋陀羅) 한역 (T.99). 《잡아함경(雜阿含經)》. 대정신수대장경. T2, No. 99, CBETA. |title=에 외부 링크가 있음 (도움말)
- 목건련 지음, 현장 한역, 송성수 번역 (K.945, T.1537). 《아비달마법온족론》. 한글대장경 검색시스템 - 전자불전연구소 / 동국역경원. K.945(24-1091), T.1537(26-453). |title=에 외부 링크가 있음 (도움말)
- (중국어) 星雲. 《佛光大辭典(불광대사전)》 3판. |title=에 외부 링크가 있음 (도움말)